# Felváca
Felváca (Vața de Sus), település Romániában, Erdélyben, Hunyad megyében.

## Fekvése
Körösbányától délnyugatra, Alváca, Kazanesd és Brassó közt fekvő település.

## Története
Felváca nevét 1439-ben említette először oklevél Felso-Vattya néven.
A Középkorban már népes település lehetett, mivel ekkor már két Váca nevű települést is említettek egymás mellett: Felső- és Alsóváca néven.
1760-1762 között Felvacza, 1809-ben Vácza (Fel-) néven írták.
1910-ben 632 lakosából 11 magyar, 613 román volt. Ebből 9 római katolikus, 620 görögkeleti ortodox volt.
A trianoni békeszerződés előtt Hunyad vármegye Körösbányai járásához tartozott.